# Edwin Milgrom
Pour les articles homonymes, voir Milgrom.
Edwin Milgrom, né le 6 décembre 1936 à Lwow en Pologne, est docteur en médecine et docteur ès sciences. Il a été directeur d'unité de recherche à l'Inserm, professeur de biochimie à l'université Paris-Sud XI, et chef du « service d'hormonologie » de l'hôpital Bicêtre. Il est membre de l'Académie de médecine depuis 2008.

## Biographie
Après des études secondaires au lycée Carnot à Paris et des études de médecine à la Faculté de Paris, Edwin Milgrom devient interne des hôpitaux de Paris en 1960 en endocrinologie et médecine interne. Parallèlement il poursuit des études de sciences et une activité de recherche dans le laboratoire d'Étienne-Émile Baulieu aboutissant à une thèse de doctorat d’État en 1972. Il est nommé en 1972 professeur agrégé de biochimie à la Faculté de médecine Paris-Sud et effectuera toute sa carrière médicale et scientifique au CHU du Kremlin-Bicêtre, devenant professeur titulaire et chef de service hospitalier. En 1974, Edwin Milgrom devient directeur de l'unité 135 de l'Inserm de l'UFR de médecine Paris-Sud au Kremlin-Bicêtre jusqu'en 2002 et chef du service d'hormonologie et de Biologie cellulaire du CHU du Kremlin-Bicêtre.
Le 25 novembre 2008, il est élu membre titulaire de l'Académie nationale de médecine où il a notamment participé avec Philippe Bouchard et Jean-Pierre Olié à la rédaction du rapport « La prévention médicale de la récidive chez les délinquants sexuels » présenté le 8 juin 2010,,.
Par ailleurs, Edwin Milgrom et son épouse Monique Berger-Milgrom sont depuis 1979 de grands collectionneurs de peinture française des XVIIe et XVIIIe siècles dont la collection a été exposée, sous la direction de Pierre Rosenberg dans l'exposition intitulée Parcours d’un collectionneur : l’Histoire, la fable et le portrait, dans divers musées français (aux musée de l'Île-de-France à Sceaux, musée des Beaux-Arts d'Arras, musée Bonnat de Bayonne) de 2007 à 2009,. Il a fait donation de quelques œuvres aux musées, dont Le Portrait de la comtesse de Brionne (1697) de François de Troy au musée de Sceaux, ville où il réside. En 2012, ils ont également donné à l'Académie nationale de médecine, le portrait de François Gigot de Lapeyronie, chirurgien de Louis XV, peint par Hyacinthe Rigaud en 1743[réf. nécessaire].

## Apports scientifiques
Edwin Milgrom est un spécialiste des mécanismes d'action des hormones sexuelles et hormones stéroïdes dans le cadre de la biologie de la reproduction. Ses principaux apports scientifiques ont été : 
- la description initiale, la purification et le clonage du récepteur de la progestérone[10],[11],[12].
- la description des mécanismes d'action au niveau des éléments de réponse[13], de localisation et de circulation intracellulaire du récepteur de la progestérone[14],[15].
- le clonage des récepteurs de l’hormone lutéinisante pLH[16] et de l’hormone thyréotrope hTSH[17].
- la découverte d’un nouveau système de régulation de la fonction gonadotrope (Kiss-1 et son récepteur[18]).
- la description initiale de tout un ensemble d’atteintes génétiques à l’origine de maladies des fonctions gonadotrope et thyréotrope[19].

## Prix et distinctions
- 1985 : Prix Baron de Joest de l'Académie des sciences
- 1994 : Prix de recherche de la Fondation Allianz-Institut de France[20].
- 2008 : Membre titulaire de l'Académie nationale de médecine
- 2009 : Officier dans l’Ordre des arts et lettres[21]

## Ouvrages
- Hormones, santé publique et environnement, Edwin Milgrom et Étienne-Émile Baulieu, éditions EDP sciences (2008)  (ISBN 2868838952).
- Parcours d'un collectionneur. L'histoire, la fable et le portrait, Pierre Rosenberg et collectif, éditions Musée de l'Île-de-France, 2008  (ISBN 9782901437222).
- Pourquoi la recherche française en mathématiques est excellente et la recherche biologique et médicale seulement honorable, Point de vue dans Le Monde du 10 septembre 2010[22] republié dans Les Échos du 4 janvier 2011..